# Lola 90
Chronologie des modèles (1990)
Lola LC89B Lola 91
La Lola 90, également connue sous la dénomination Lola LC90, est la monoplace de Formule 1 conçue par le constructeur britannique Lola et engagée par l'écurie française Larrousse dans le cadre du championnat du monde de Formule 1 1990, à partir du Grand Prix de Saint-Marin, la troisième manche de la saison. Elle est pilotée par le Français Éric Bernard, qui effectue sa deuxième saison au sein de cette écurie, et par le Japonais Aguri Suzuki, qui fait son retour chez Larrousse après un an passé chez Zakspeed.

## Historique

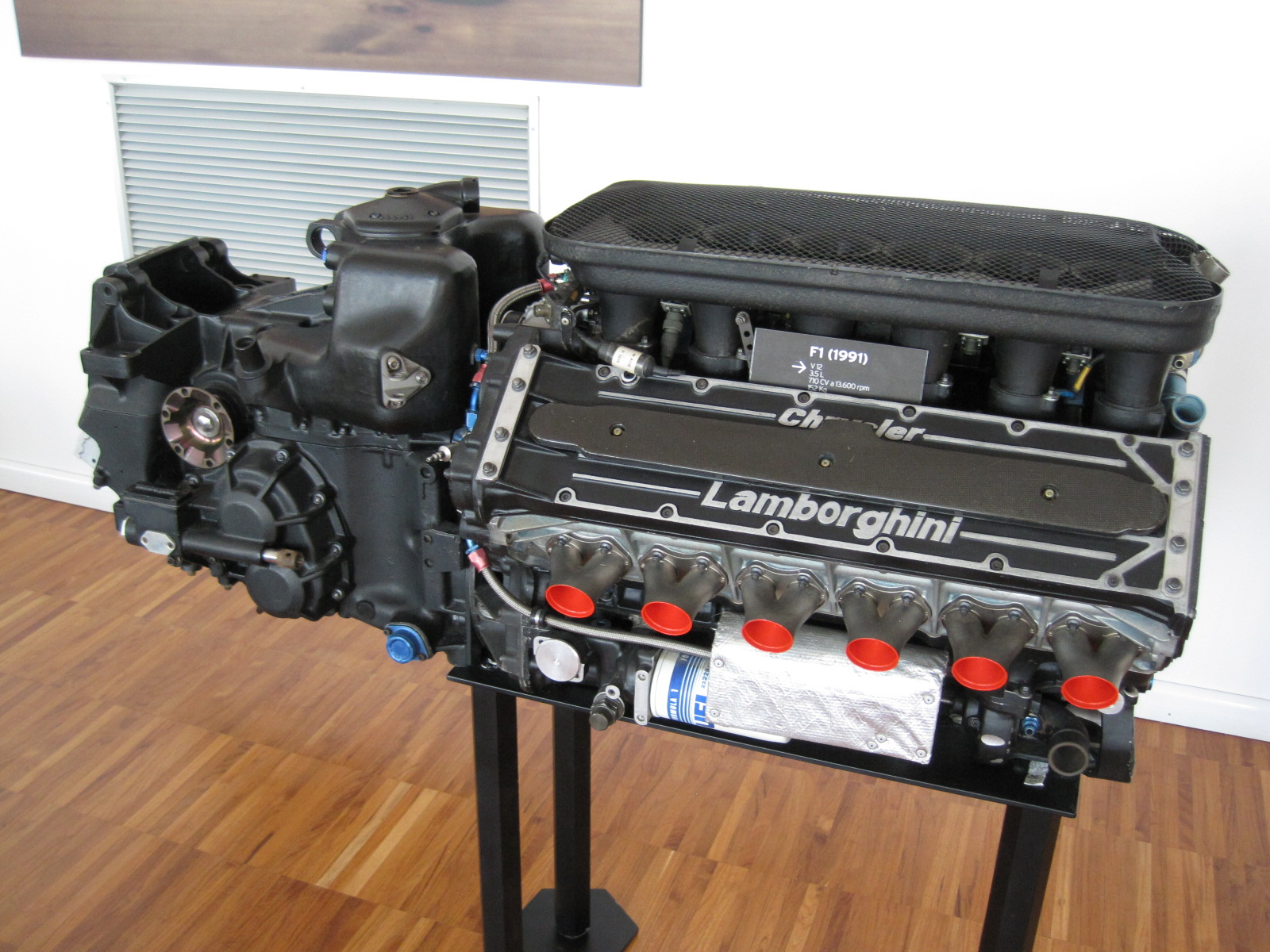
Le moteur V12 Lamborghini 3512 propulsant la Lola 90.

La Lola 90 fait ses débuts lors du Grand Prix de Saint-Marin. Elle se distingue de la Lola LC89B par sa nouvelle boîte de vitesses transversale, dont la mise au point lors des essais a été compliquée. Contraints de participer aux préqualifications lors de la première moitié de la saison, Éric Bernard et Aguri Suzuki passent facilement cet écueil et parviennent à s'en dispenser pour la deuxième partie du championnat, grâce aux points marqués par la sixième place de Bernard à Monaco, puis par la quatrième place du Français et la sixième place de Suzuki en Grande-Bretagne,. Lors de l'épreuve britannique, Larrousse réalise sa meilleure qualification de la saison, puisque Bernard et Suzuki sont huitième et neuvième sur la grille de départ. En outre, le 5 juillet, Larrousse inaugure ses nouveaux ateliers et bureaux à Signes, près du circuit Paul-Ricard.
Le reste de la saison est marqué par les nombreux problèmes de fiabilité de la transmission de la Lola 90, puisqu'Éric Bernard abandonne lors des cinq derniers Grands Prix de la saison. Néanmoins, le Français marque le point de la sixième place en Hongrie après s'être élancé douzième, malgré le manque d'adhérence imputé aux pneumatiques Goodyear,.
En marge du Grand Prix de Belgique, Gérard Larrousse entame des négociations avec son motoriste Lamborghini pour la prolongation de son contrat en fourniture moteurs, mais ce dernier demande le paiement de sept millions de dollars pour cette prestation. Finalement, Larrousse se tourne vers Ford-Cosworth pour la saison 1991, puisque le motoriste italien apporte son soutien à la nouvelle écurie Modena et signe un partenariat avec Ligier. Gérard Larrousse est excédé cette décision et laisse penser que la Lamborghini 291 conçue par les ingénieurs du constructeur italien est directement inspirée de la Lola 90.
En Espagne, Suzuki termine sixième après s'être qualifié quinzième,. Mais le Japonais se distingue surtout lors de son Grand Prix national, lors duquel il se qualifie neuvième, puis termine troisième, obtenant son unique podium en Formule 1, mais aussi l'unique podium de Larrousse,,.
À l'issue du championnat, l'écurie Larrousse termine sixième du championnat du monde des constructeurs avec 11 points, ce qui constitue la meilleure saison de l'histoire de l'écurie française en Formule 1. Aguri Suzuki est douzième du championnat du monde des pilotes avec 6 points et Éric Bernard est treizième avec 5 points.

## Résultats en championnat du monde de Formule 1

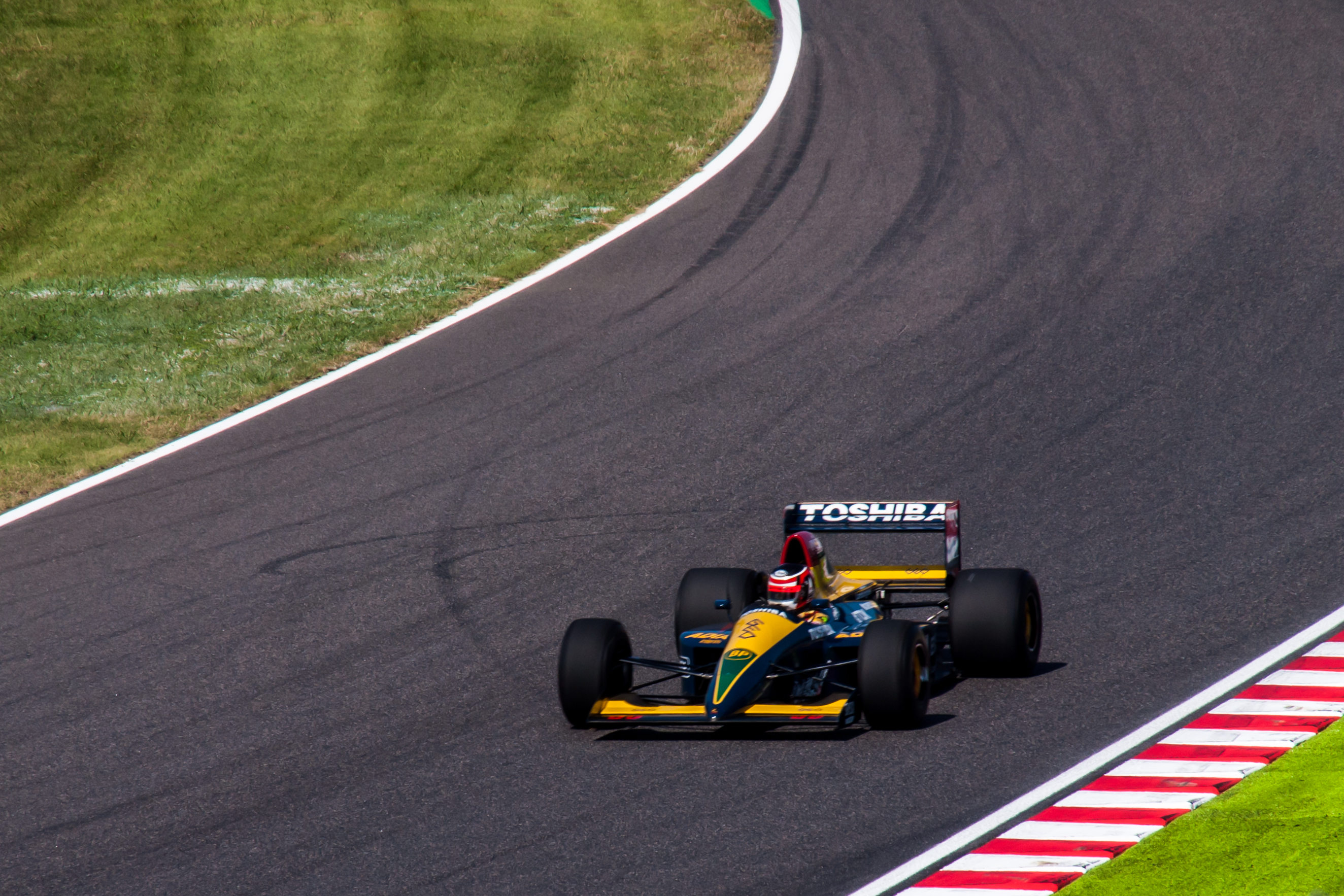
Aguri Suzuki à bord de la Lola 90 lors d'une démonstration à Suzuka en 2012.

| Saison | Écurie            | Moteur               | Pneus    | Pilotes      | Courses | Courses | Courses | Courses | Courses | Courses | Courses | Courses | Courses | Courses | Courses | Courses | Courses | Courses | Courses | Courses | Points inscrits | Classement |
| Saison | Écurie            | Moteur               | Pneus    | Pilotes      | 1       | 2       | 3       | 4       | 5       | 6       | 7       | 8       | 9       | 10      | 11      | 12      | 13      | 14      | 15      | 16      | Points inscrits | Classement |
| ------ | ----------------- | -------------------- | -------- | ------------ | ------- | ------- | ------- | ------- | ------- | ------- | ------- | ------- | ------- | ------- | ------- | ------- | ------- | ------- | ------- | ------- | --------------- | ---------- |
| 1990   | Espo Larrousse F1 | Lamborghini 3512 V12 | Goodyear |              | USA     | BRÉ     | SMR     | MON     | CAN     | MEX     | FRA     | GBR     | ALL     | HON     | BEL     | ITA     | POR     | ESP     | JAP     | AUS     | 11*             | 6e         |
| 1990   | Espo Larrousse F1 | Lamborghini 3512 V12 | Goodyear | Éric Bernard |         |         | 13e     | 6e      | 9e      | Abd     | 8e      | 4e      | Abd     | 6e      | 9e      | Abd     | Abd     | Abd     | Abd     | Abd     | 11*             | 6e         |
| 1990   | Espo Larrousse F1 | Lamborghini 3512 V12 | Goodyear | Aguri Suzuki |         |         | Abd     | Abd     | 12e     | Abd     | 7e      | 6e      | Abd     | Abd     | Abd     | Abd     | 14e     | 6e      | 3e      | Abd     | 11*             | 6e         |

Légende : ici 

* Aucun point marqué avec la Lola LC89B.